# Égypte aux Jeux olympiques d'été de 1924
L'Égypte participe aux Jeux olympiques d'été de 1924 organisés à Paris en France. C'est la troisième participation du pays, la première en tant que Royaume d'Égypte à la suite de la reconnaissance en 1922 de son indépendance par le gouvernement britannique. L'Égypte ne remporte pas de médaille.

## Résultats

### Athlétisme
| Athlète          | Épreuve      | Séries   | Séries | Quarts-de-finale | Quarts-de-finale | Demi-finales | Demi-finales | Finale   | Finale  |
| Athlète          | Épreuve      | Résultat | Rang   | Résultat         | Rang             | Résultat     | Rang         | Résultat | Rang    |
| ---------------- | ------------ | -------- | ------ | ---------------- | ---------------- | ------------ | ------------ | -------- | ------- |
| Mohamed El-Sayed | 1 500 mètres | NC       | NC     | NC               | NC               | Inconnu      | 4            | Éliminé  | Éliminé |
| Mohamed El-Sayed | 5 000 mètres | NC       | NC     | NC               | NC               | Inconnu      | 10           | Éliminé  | Éliminé |

### Boxe
Michel Haddad, engagé dans la catégorie poids légers, est éliminé dès son premier combat par l'italien Luigi Marfut.

### Cyclisme
Trois cyclistes participent aux épreuves sur piste :
- Mohamed Ali Mahmoud, Ahmed Salem Hassan et Mohamed Madkour sont alignés sur le 50 km mais on ignore leurs classements, situés au delà de la huitième place.

Deux coureurs participeront à la course sur route individuelle : si Ahmed Salem Hassan a abandonné en cours d'épreuve, Mohamed Madkour se classe 46e avec un temps de 7 h 35 min 38.4 s

### Escrime
| Escrimeur       | Épreuve | Premier tour | Premier tour | Quarts-de-finale | Quarts-de-finale | Demi-finales | Demi-finales | Finale       | Finale       |
| Escrimeur       | Épreuve | Résultat     | Rang         | Résultat         | Rang             | Résultat     | Rang         | Résultat     | Rang         |
| --------------- | ------- | ------------ | ------------ | ---------------- | ---------------- | ------------ | ------------ | ------------ | ------------ |
| Krikor Agathon  | Épée    | 4–5          | 2 Q          | 3-7              | 8                | Non qualifié | Non qualifié | Non qualifié | Non qualifié |
| Ahmed Hassanein | Épée    | 0-9          | 10           | Non qualifié     | Non qualifié     | Non qualifié | Non qualifié | Non qualifié | Non qualifié |
| Joseph Misrahi  | Épée    | 5–4          | 3 Q          | 4–5              | 7                | Non qualifié | Non qualifié | Non qualifié | Non qualifié |

### Football
Pour sa deuxième participation au tournoi olympique, l'équipe d'Égypte créé la surprise lors de son match d'ouverture en battant l'équipe de Hongrie ; lors des quarts de finales, elle sera cependant largement battue par la Suède sur le score de zéro but à cinq. L’Égypte finit cinquième du tournoi.
| huitième de finale | Égypte                    | 3 - 0 | Hongrie | Stade de Paris, Saint-Ouen                          |                                                     |
| 29 mai 1924 17:00  | Yakan 4e 58e · Hegazi 40e |       |         | Spectateurs : 8 000 Arbitrage : Luis Colina Álvarez | Spectateurs : 8 000 Arbitrage : Luis Colina Álvarez |
| 29 mai 1924 17:00  | (Rapport)                 |       |         | Spectateurs : 8 000 Arbitrage : Luis Colina Álvarez | Spectateurs : 8 000 Arbitrage : Luis Colina Álvarez |

| quarts de finale    | Suède                                             | 5 - 0 | Égypte | Stade Pershing, Paris                            |                                                  |
| 1er juin 1924 16:00 | Kaufeldt 5e 71e · Brommesson 31e 34e · Rydell 49e |       |        | Spectateurs : 6 484 Arbitrage : Henri Christophe | Spectateurs : 6 484 Arbitrage : Henri Christophe |
| 1er juin 1924 16:00 | (Rapport)                                         |       |        | Spectateurs : 6 484 Arbitrage : Henri Christophe | Spectateurs : 6 484 Arbitrage : Henri Christophe |

### Haltérophilie
Pour sa deuxième participation, Ahmed Samy échoue au pied du podium à 2,5 kg de l'Estonien Jaan Kikkas.
| Athlète         | Compétition  | Arraché à une main | Arraché à une main | Épaulé-jeté à une main | Épaulé-jeté à une main | Presse militaire | Presse militaire | Arraché  | Arraché | Épaulé-jeté | Épaulé-jeté | Total | Rang |
| Athlète         | Compétition  | Résultat           | Rang               | Résultat               | Rang                   | Résultat         | Rang             | Résultat | Rang    | Résultat    | Rang        | Total | Rang |
| --------------- | ------------ | ------------------ | ------------------ | ---------------------- | ---------------------- | ---------------- | ---------------- | -------- | ------- | ----------- | ----------- | ----- | ---- |
| Ahmed Samy (en) | Poids moyens | 72.5               | 5e                 | 77.5                   | 8e                     | 97.5             | 3e               | 85       | 3e      | 115         | 4e          | 447.5 | 4e   |

### Lutte
Ibrahim Moustafa échoue au pied du podium battu au sixième tour par le Suédois Carl Westergren.
| Lutteur          | Épreuve         | 1er tour          | 2e tour            | 3e tour      | 4e tour        | 5e tour          | 6e tour            | 7e tour      | 8e tour | Rang |
| ---------------- | --------------- | ----------------- | ------------------ | ------------ | -------------- | ---------------- | ------------------ | ------------ | ------- | ---- |
| Ibrahim Moustafa | Poids légers    | Testonni (ITA) G  | Baumert (FRA) G    | Exempt.      | Misset (NED) G | Svensson (SWE) D | Westergren (SWE) D | Non qualifié | NC      | 4    |
| Ahmed Rahmy      | Poids mi-lourds | Keresztes (HUN) D | Kratochvíl (TCH) D | Non qualifié | Non qualifié   | Non qualifié     | Non qualifié       | NC           | NC      | >20  |

### Tir
Krikor Agathon, qui est également épéiste, concoure au pistolet feu rapide à 25 m et se classe neuvième de l'épreuve avec un total de 17 points.